# Midt-Telemark
Midt-Telemark is een gemeente in de Noorse provincie Telemark. De gemeente ontstond op 1 januari 2020 uit de samenvoeging van de vroegere gemeenten Bø en Sauherad. De gemeente telt ruim 10.000 inwoners.
Bamble · Drangedal · Fyresdal · Hjartdal · Kragerø · Kviteseid · Midt-Telemark · Nissedal · Nome · Notodden · Porsgrunn · Seljord · Siljan · Skien · Tinn · Tokke · Vinje